# Glamorous (Lied)
Glamorous ist ein R&B-Song der US-amerikanischen Sängerin Fergie in Zusammenarbeit mit dem US-amerikanischen Rapper Ludacris. Er wurde am 23. Januar 2007 als Lead-Single aus Fergies Debüt-Studioalbum The Dutchess veröffentlicht.

## Hintergrund
Das Stück wurde von Ludacris, Elvis Williams, Polow da Don, Fergie und will.i.am geschrieben, die Produktion übernahm Polow da Don in Zusammenarbeit mit Ron Fair. Die Aufnahmen fanden in den Record Plant Studios in Los Angeles sowie in den Tree Sound Studios in Atlanta statt. Die Abmischung wurde von Tony Maserati und Ryan Kennedy durchgeführt. Der im Viervierteltakt und in C-Dur geschriebene Song besitzt ein Tempo von 130 Schlägen pro Minute. Die Akkordfolge lautet G-Am7-Fmaj7, Fergies Stimmumfang reicht von E3 bis C5.

## Musikvideo
Das Musikvideo hatte seine Weltpremiere im Februar 2007 bei MTV’s TRL. Regie führte Dave Meyers. Das Musikvideo startet 1994 mit Fergie und Polow da Don auf einer Party in East Los Angeles, bevor Fergie bekannt wurde. Sie steigt in ein Flugzeug und trägt eine teure Sonnenbrille und einen langen Pelzmantel, wofür sie in den Medien kritisiert wurde. Der Flugmanager wird von Freddy Rodríguez gespielt. Fergie schaut sich während des Flugs das Musikvideo zu Pump It von den Black Eyed Peas an. Nach der Landung steigt sie umgeben von Paparazzi in eine Stretch-Limousine, in der sie auf ihre Kollegen wartet, mit denen sie zu einem Taco-Bell-Restaurant fährt. In der nächsten Szene sind Fergie und Ludacris in einem Film mit dem Titel Glamorous zu sehen, einer Parodie auf Bonnie and Clyde. Beide halten Gewehre und bedrohen einen Polizisten. Ludacris rappt über „die verrückten Sachen, die er ihr kaufen will“. Sie bekämpfen anschließend die Polizei. Nach der Schießerei wird die Flugzeugszene wiederholt. Während des Einstiegs in den Jet erinnert sich Fergie an ihre Kindheit, als ihr Vater sie vor dem Leben im Showbiz und der Medienwelt und Musikindustrie warnte.

## Rezeption

### Rezensionen
Glamorous erhielt gemischte Kritiken. Valerie Timm von Laut.de bezeichnet das Lied als „weiteres Polow Da Don–Brett“, für sie „weist [das Lied] ebenfalls Hitpotenzial auf“. Für Matthias Reichel von CDstarts.de ist Glamorous hingegen „richtig schwaches Füllmaterial“.

### Chartplatzierungen
Glamorous debütierte in den deutschen Singlecharts am 30. März 2007 auf Platz 16, was gleichzeitig die Höchstposition für dieses Lied in Deutschland darstellt. Für Fergie war dies der zweite Top-20-Erfolg als Solokünstlerin in Deutschland. Insgesamt blieb das Lied 13 Wochen in den Singlecharts. In den Ö3 Austria Top 40 und in der Schweizer Hitparade belegte Glamorous Platz 25 und Platz 36. In den britischen Singlecharts erreichte Fergie mit diesem Stück nach London Bridge ihren zweiten Top-10-Erfolg als Solokünstlerin.
Glamorous debütierte in den amerikanischen Billboard Hot 100 auf Platz 98 im Januar 2007, zwei Wochen vor seiner offiziellen Veröffentlichung. Das Lied erreichte anschließend Platz 9 und wurde Fergies dritter Top-10-Hit als Solokünstlerin innerhalb sechs Monaten. Nach der Wiederveröffentlichung von Glamorous als Downloadsingle stieg das Lied am 17. März 2007 wieder in die Top 10 auf Platz 8 in den Billboard Hot 100. Im März 2007 erreichte Glamorous die Spitze und wurde Fergies zweiter Nummer-eins-Hit in den USA; die Single blieb für zwei Wochen auf Platz 1, aber fiel eine Woche später auf Platz 2. Glamorous wurde in den USA die zehntbestverkaufte Single des Jahres 2007 und erreichte Platz 10 der Billboard-Jahrescharts 2007.
In den australischen ARIA Charts debütierte das Lied auf Platz 10, erreichte in der Folgewoche Platz 3 und stieg eine Woche später auf Platz 2. Glamorous erreichte Platz 13 der australischen Jahrescharts 2007. Weitere Top-10-Platzierungen gelangen dem Song in Finnland (Platz 7) und Neuseeland (Platz 9).
| ChartsChartplatzierungen       | Höchstplatzierung | Wochen |
| ------------------------------ | ----------------- | ------ |
| Deutschland (GfK)              | 16 (13 Wo.)       | 13     |
| Österreich (Ö3)                | 25 (16 Wo.)       | 16     |
| Schweiz (IFPI)                 | 38 (16 Wo.)       | 16     |
| Vereinigtes Königreich (OCC)   | 6 (29 Wo.)        | 29     |
| Vereinigte Staaten (Billboard) | 1 (29 Wo.)        | 29     |

| ChartsJahrescharts (2007)      | Platzierung |
| ------------------------------ | ----------- |
| Deutschland (GfK)              | 99          |
| Vereinigtes Königreich (OCC)   | 33          |
| Vereinigte Staaten (Billboard) | 10          |

### Auszeichnungen für Musikverkäufe
| Land/Region                  | Auszeichnungen für Musikverkäufe (Land/Region, Auszeichnung, Verkäufe) | Verkäufe  |
| ---------------------------- | ---------------------------------------------------------------------- | --------- |
| Australien (ARIA)            | 3× Platin                                                              | 210.000   |
| Brasilien (PMB)              | Platin                                                                 | 60.000    |
| Dänemark (IFPI)              | Gold                                                                   | 45.000    |
| Deutschland (BVMI)           | Gold                                                                   | 150.000   |
| Neuseeland (RMNZ)            | 2× Platin                                                              | 60.000    |
| Vereinigte Staaten (RIAA)    | 3× Platin (Single) · + Platin (Mastertone)                             | 4.000.000 |
| Vereinigtes Königreich (BPI) | Platin                                                                 | 600.000   |
| Insgesamt                    | 2× Gold · 11× Platin ·                                                 | 5.125.000 |

Hauptartikel: Fergie/Auszeichnungen für Musikverkäufe